# فيفا كرة القدم 2002
فيفا 2002 (بالإنجليزية: FIFA Football 2002)‏ هي لعبة فيديو صدرت في 2001. وهي متوفرة على أجهزة بلاي ستيشن 2 ونينتندو جيم كيوب وويندوز . اللعبة من تطوير إي أيه كندا وهي من نشر إلكترونيك آرتس.

## وصلة خارجية
- FIFA Soccer 2002 على موبي غيمز